# Ньянья
Ньянья — один з 10 районів округу Центральна Річка Гамбії. Населення — 8 205 (2003). Фульбе — 71,79 %, мандінка — 17,01 %, 10,71 % — волоф (1993).